# 緯來綜合台
緯來綜合台 (英語 : Videoland ONTV)，即前緯來電視 ON TV，是緯來電視網旗下結合綜藝節目、談話性節目、電視動畫等不同類型節目於一台的綜合性頻道，也會重播緯來戲劇台的戲劇節目。在緯來體育台與緯來育樂台時段緊張的前提下，本頻道亦會播放體育比賽。
2005年起，定頻於有線電視26頻道。
2016年11月25日，本頻道改為16:9比例播送，節目標誌仍為4:3。
2019年3月4日，啟用高畫質版本「緯來綜合台HD」。

## 歷年頻道名稱
- 緯來電影台：1996年1月1日起至1998年7月1日
- 緯來電視 ON TV：1998年7月1日至2001年3月1日
- 緯來綜合台：2001年3月1日起至今

## 節目
目前播出
- 女王大人
- 綜藝大集合
- 一字千金

## 日本動畫
播出中
- ◇青之驅魔師
- ◇通靈王
- ◇鋼之鍊金術師
- ◇隊長小翼

## 外部連結
- 緯來綜合台 （页面存档备份，存于）（繁體中文）
- YouTube上的緯來綜合台頻道（繁體中文）
- 緯來綜合台的Instagram帳戶